# Pär Jensing
Pär Jensing, född 7 juni 1936 i Motala, död 5 augusti 2019 i Sundbyberg, var en svensk friidrottare (stående höjd- och längdhopp). Han tävlade för klubben SoIK Hellas och vann SM i stående höjdhopp åren 1956 och 1957 samt i stående längdhopp år 1959 och 1961.